# Back in Blood (album)
Back in Blood – dziewiąty album studyjny fińskiej grupy The 69 Eyes. Wyprodukowany przez Nuclear Blast w 2009 roku. Produkcja odbywała się w Helsinkach oraz Los Angeles, a czuwał nad nią Matt Hyde.

## Lista utworów
1. „Back in Blood” – 4:30
2. „We Own The Night” – 4:03
3. „Dead N’ Gone” (feat. Benji Madden) – 3:40
4. „The Good, the Bad & the Undead” – 3:28
5. „Kiss Me Undead” – 3:58
6. „Lips of Blood” – 4:21
7. „Dead Girls Are Easy” – 3:55
8. „Night Watch” – 4:33
9. „Some Kind of Magick” – 3:43
10. „Hunger” – 4:34
11. „Suspiria Snow White” – 3:34
12. „Eternal” – 4:19

## Single
1. „Dead Girls Are Easy” – 3:51
2. „Dead N’ Gone” – 3:36
3. „We Own The Night” – 3:59
4. „Kiss Me Undead” – 3:54